# Archeogyaritus andrei
Archeogyaritus andrei – gatunek chrząszcza z rodziny kózkowatych i podrodziny zgrzypikowych. Jedyny przedstawiciel rodzaju Archeogyaritus.

## Zasięg występowania
Azja Południowo-Wschodnia, występuje w płn.-wsch. Laosie w prowincji Houaphan.